# District de Trnava
Le district de Trnava est l'un des 7 districts de la région de Trnava en Slovaquie.

## Démographie

### Évolution de la population
| Année:               | 1994.   | 2004.   | 2014.   | 2024.   |
| -------------------- | ------- | ------- | ------- | ------- |
| Nombre de personnes: | 126 153 | 126 822 | 129 946 | 132 788 |
| Différence:          |         | +0,53 % | +2,46 % | +2,18 % |

| Année:               | 2023.   | 2024.   |
| -------------------- | ------- | ------- |
| Nombre de personnes: | 132 524 | 132 788 |
| Différence:          |         | +0,19 % |

## Liste des communes
Source :

### Ville
- Trnava

### Villages
Biely Kostol, Bíňovce, Bohdanovce nad Trnavou, Boleráz, Borová, Brestovany, Bučany, Buková, Cífer, Dechtice, Dlhá, Dobrá Voda, Dolná Krupá, Dolné Dubové, Dolné Lovčice, Dolné Orešany, Horná Krupá, Horné Dubové, Horné Orešany, Hrnčiarovce nad Parnou, Jaslovské Bohunice, Kátlovce, Košolná, Križovany nad Dudváhom, Lošonec, Majcichov, Malženice, Naháč, Opoj, Pavlice, Radošovce, Ružindol, Slovenská Nová Ves, Smolenice, Suchá nad Parnou, Šelpice, Špačince, Šúrovce, Trstín, Vlčkovce, Voderady, Zavar, Zeleneč, Zvončín.